# The Street Called Straight
The Street Called Straight (A Rua Chamada Straight, em tradução livre) é um filme mudo norte-americano de 1920, do gênero drama, dirigido por Wallace Worsley.

## Elenco
- Charles Clary - Henry Guion
- Naomi Childers - Olivia Guion
- Lawson Butt - Coronel Rupert Ashley (creditado como W. Lawson Butt)
- Alec B. Francis - Rodney Temple
- Irene Rich - Drusilla Fane
- Jane Sterling - Sra. Temple
- Milton Sills - Peter Devenant
- Lydia Yeamans Titus - Mme. Victoria De Melcourt